# Pablo Martín Ruiz
Pablo Martín Ruiz (Buenos Aires, Argentina; 17 de julio de 1987) es un futbolista argentino que se desempeña como delantero en Tristán Suárez  de la Primera Nacional

## Trayectoria

### Inicios en Nueva Chicago
Debutó en el Club Atlético Nueva Chicago en 2007 cumpliendo un gran desempeño en su último tramo y disputando más de cien partidos con la camiseta verdinegra; allí jugó hasta el 2011.
Durante su primera temporada con el plantel profesional, en la B Nacional 2007/08 disputó 14 partidos y marcó 1 gol. Su equipo descendió a la Primera B debido a un descuento de 18 puntos por los graves incidentes producidos por sus hinchas en la temporada anterior. A partir de allí fue asentándose cada vez más como un pilar para el equipo a pesar de su edad y su poca experiencia.
En la temporada 2008/09, convirtió 3 goles en 33 partidos disputados. A la temporada siguiente marcó nuevamente 3 goles en 31 partidos.
Se puede decir que su último campeonato con la camiseta de Nueva Chicago, durante B Metropolitana 2010/11 fue la mejor de su carrera ya que en 35 partidos marcó 7 goles.
Como resumen, marcó 14 goles en 113 partidos disputados en Nueva Chicago.

### Godoy Cruz
Justamente en el año 2011 pasó al Club Deportivo Godoy Cruz Antonio Tomba, aunque no pudo disputar ningún encuentro por el torneo local. Fue tenido en cuenta para el equipo "reserva" del "Tomba". Aunque disputó 1 partido por Copa Argentina.
Al no tener chances, luego de 6 meses de inactividad decide cambiar de aire.

### Estudiantes de Buenos Aires
A principios de 2012 fue traspasado al Club Atlético Estudiantes de Buenos Aires. Al principio, con la dirección técnica de Salvador Pasini no era tan tenido en cuenta, jugando pocos partidos. Para la segunda mitad del año, ya con Fabián Nardozza en la conducción, Ruiz empezó a jugar con más continuidad y mejores rendimientos.
El delantero fue el gran protagonista en la victoria de su equipo frente a Defensa y Justicia marcando un doblete. Esta victoria le dio la chance de disputar la fase siguiente de la Copa Argentina frente a River Plate, en la que un gol suyo sirvió para darle la épica victoria al conjunto de Caseros por un tanto contra cero.

### Platense
A mediados del año 2013 arribó al Club Atlético Platense que militaba en la Primera B Metropolitana. Disputó 30 encuentros marcando 2 goles en el torneo, yendo su rendimiento de mayor a menor. Su equipo estuvo al borde de pasar a la segunda división del fútbol argentino debido a que perdió la final por el ascenso con Temperley. Sin embargo, al finalizar el contrato emigró de la institución debido a que poseía varias ofertas.

### Vuelta a Nueva Chicago
Luego del ascenso de Nueva Chicago a la Primera B Nacional, el entrenador Omar Labruna puso sus ojos en él y la dirigencia del "verdinegro" lo contrata para jugar nuevamente en el equipo donde debutó. Ruiz logró asentarse como titular en el comienzo del Torneo de Transición 2014, aunque poco a poco fue perdiendo su puesto en manos de David Barbona. Sin embargo, siempre fue una pieza de recambio en el equipo muy usada por el director técnico. Disputó 16 partidos sin convertir goles. Su equipo logró el ascenso a Primera División.
En la vuelta de Chicago a la Primera División de Argentina, el delantero fue expulsado en la derrota de su equipo 3 a 1 frente a Belgrano de Córdoba luego de haber ingresado por Alejandro Gagliardi. Convirtió su primer gol en la máxima categoría del fútbol argentino en la derrota de su equipo frente a Banfield por la fecha 8 del campeonato. Su equipo terminó descendiendo a la Primera B Nacional y él disputó un total de 19 partidos a lo largo de la temporada. Finalizado su contrato el 31 de diciembre de 2015, decidió emigrar.

### Juventud Unida de San Luis
En enero de 2016 firmó contrato con el Club Atlético Juventud Unida Universitario, club de la Primera B Nacional, segunda división del fútbol argentino.

## Clubes
| Club                         | País      | Año             | Partidos | Goles | Prom. · |
| ---------------------------- | --------- | --------------- | -------- | ----- | ------- |
| Nueva Chicago                | Argentina | 2007 − 2011     | 113      | 14    | 0,12    |
| Godoy Cruz                   | Argentina | 2011            | 0        | 0     | 0,00    |
| Estudiantes (BA)             | Argentina | 2012 - 2013     | 35       | 7     | 0,17    |
| Platense                     | Argentina | 2013 - 2014     | 32       | 2     | 0,06    |
| Nueva Chicago                | Argentina | 2014 − 2015     | 35       | 1     | 0,05    |
| Juventud Unida Universitario | Argentina | 2016            | 19       | 0     | 0,00    |
| Villa Dálmine                | Argentina | 2016 − 2017     | 29       | 8     | 0,27    |
| Celaya FC                    | México    | 2017 − 2018     | 37       | 5     | 0,13    |
| C.A. Mitre                   | Argentina | 2018 - 2019     | 21       | 7     | 0,3     |
| Oriente Petrolero            | Bolivia   | 2019            | 5        | 0     | 0.0     |
| San Martín (SJ)              | Argentina | 2019 − Presente | 29       | 12    | 0,5     |

### Estadísticas
| Equipo                           | Temporada           | Liga     | Liga  | Copa Nacional(1) | Copa Nacional(1) | Copa Internacional | Copa Internacional | Total    | Total |
| Equipo                           | Temporada           | Partidos | Goles | Partidos         | Goles            | Partidos           | Goles              | Partidos | Goles |
| Nueva Chicago Argentina          |                     |          |       |                  |                  |                    |                    |          |       |
| 2007/08                          | 14                  | 1        | -     | -                | -                | -                  | 14                 | 1        |       |
| 2008/09                          | 33                  | 3        | -     | -                | -                | -                  | 33                 | 3        |       |
| 2009/10                          | 31                  | 3        | -     | -                | -                | -                  | 31                 | 3        |       |
| 2010/11                          | 35                  | 7        | -     | -                | -                | -                  | 35                 | 7        |       |
| 2014                             | 16                  | 0        | -     | -                | -                | -                  | 16                 | 0        |       |
| 2015                             | 17                  | 1        | 2     | 0                | -                | -                  | 19                 | 1        |       |
| Total                            | 144                 | 15       | 2     | 0                | -                | -                  | 146                | 15       |       |
| Godoy Cruz Argentina             |                     |          |       |                  |                  |                    |                    |          |       |
| 2011/12                          | 0                   | 0        | 1     | 0                | -                | -                  | 1                  | 0        |       |
| Total                            | 0                   | 0        | 1     | 0                | -                | -                  | 1                  | 0        |       |
| Estudiantes (BA) Argentina       |                     |          |       |                  |                  |                    |                    |          |       |
| 2011/12                          | 3                   | 1        | -     | -                | -                | -                  | 3                  | 1        |       |
| 2012/13                          | 28                  | 3        | 4     | 3                | -                | -                  | 32                 | 6        |       |
| Total                            | 31                  | 4        | 4     | 3                | -                | -                  | 35                 | 7        |       |
| Platense Argentina               |                     |          |       |                  |                  |                    |                    |          |       |
| 2013/14                          | 32                  | 2        | -     | -                | -                | -                  | 32                 | 2        |       |
| Total                            | 32                  | 2        | -     | -                | -                | -                  | 32                 | 2        |       |
| Juventud Unida (U) Argentina     |                     |          |       |                  |                  |                    |                    |          |       |
| 2016                             | 18                  | 0        | 1     | 0                | -                | -                  | 19                 | 0        |       |
| Total                            | 18                  | 0        | 1     | 0                | -                | -                  | 19                 | 0        |       |
| Villa Dálmine Argentina          |                     |          |       |                  |                  |                    |                    |          |       |
| 2016/17                          | 29                  | 8        | -     | -                | -                | -                  | 29                 | 8        |       |
| Total                            | 29                  | 8        | -     | -                | -                | -                  | 29                 | 8        |       |
| Celaya FC · México               |                     |          |       |                  |                  |                    |                    |          |       |
| 2017/18                          | 29                  | 3        | 8     | 2                | -                | -                  | 37                 | 5        |       |
| Total                            | 29                  | 3        | 8     | 2                | -                | -                  | 37                 | 5        |       |
| Mitre (SdE) Argentina            |                     |          |       |                  |                  |                    |                    |          |       |
| 2018/19                          | 21                  | 7        | -     | -                | -                | -                  | 21                 | 7        |       |
| Total                            | 21                  | 7        | -     | -                | -                | -                  | 21                 | 7        |       |
| San Martín de San Juan Argentina |                     |          |       |                  |                  |                    |                    |          |       |
| 2019/Presente                    | 39                  | 12       | -     | -                | -                | -                  | 39                 | 12       |       |
| Total                            | 39                  | 12       | -     | -                | -                | -                  | 39                 | 12       |       |
| Total en su carrera              | Total en su carrera | 300      | 39    | 15               | 5                | -                  | -                  | 315      | 44    |
| Última actualización: 29.07.19   |                     |          |       |                  |                  |                    |                    |          |       |

## Palmarés
| Club          | Campeonato                 | País      | Año  |
| ------------- | -------------------------- | --------- | ---- |
| Nueva Chicago | Ascenso a Primera División | Argentina | 2014 |